# Catedrala Mitropolitană din Timișoara
Catedrala Mitropolitană din Timișoara este cel mai mare edificiu religios din Timișoara, catedrală a Mitropoliei Banatului, cu hramul „Trei Ierarhi”. A fost construită între 1936 și 1941 și este un simbol al orașului. Cu înălțimea de 90,5 m în prezent este a doua biserică din România ca înălțime după Catedrala Mântuirii Neamului, viitoarea catedrală patriarhală din București.

## Istoric
Istoria edificiului este strâns legată de anul 1919 când, pe data de 28 iulie, Banatul se unește cu România. Noua administrație românească reia firul ortodoxiei rupt în 1717 și ia o serie de măsuri pentru încurajarea ortodoxiei, defavorizată de administrația austriacă, favorabilă religiei catolice. Astfel se reînființează vechea parohie din Cetate în 1926, apoi Episcopia de Timișoara în 1939, ridicată la rangul de arhiepiscopie, iar în 1947 se creează Mitropolia Banatului.
Pe acest fond se simte tot mai acută nevoia unui lăcaș central pentru credincioșii din parohia Cetate, ce frecventau mai ales biserica Sf.Ilie din cartierul Fabric și Catedrala Ortodoxă Sârbă, și ulterior pentru o catedrală reprezentativă, pe măsura consistentei comunități ortodoxe din Timișoara și din Banatul românesc. Parohia din Cetate instituie un fond de zidire a biserici și lansează un apel către publicul românesc pentru donații. În 1936 existau deja toate premisele construirii monumentului. Fondul de zidire era deja consistent, deși suma totală necesară era imensă pentru acea vreme. Terenul necesar, situat la încrucișarea celor mai importante artere ale orașului a foste donat de către Primărie, iar proiectul bisericii era încredințat încă din 1934 lui Ion Traianescu. Proiectul prevedea un edificiu cu o capacitate de 5.000 de persoane.
Construcția propriu-zisă a început pe 16 martie 1936 iar în 20 decembrie s-a pus printr-o ceremonie piatra fundamentală a viitoarei Catedrale.
Lucrările de construcție s-au terminat în 1941. Clopotele și crucile bisericii au fost sfințite în 23 august 1938. Toate finisajele, picturile interioare și exterioare s-au terminat însă abia în 1956, din cauza celui de-Al Doilea Război Mondial.
Catedrala a fost sfințită în data de 6 octombrie 1946 în prezența Regelui Mihai, a primului-ministru Petru Groza, a patriarhului Nicodim Munteanu, a episcopului Timișoarei Vasile Lăzărescu, a mitropolitului Nicolae Bălan al Ardealului și a reprezentanților altor culte, în frunte cu  episcopii romano-catolic Augustin Pacha și greco-catolic Ioan Bălan.

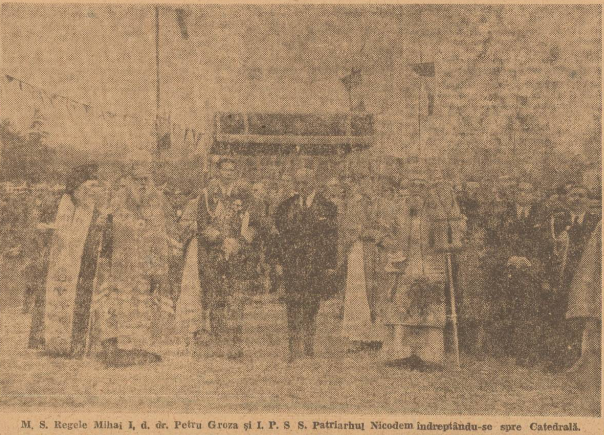
Sfințirea Catedralei la 6 noiembrie 1946
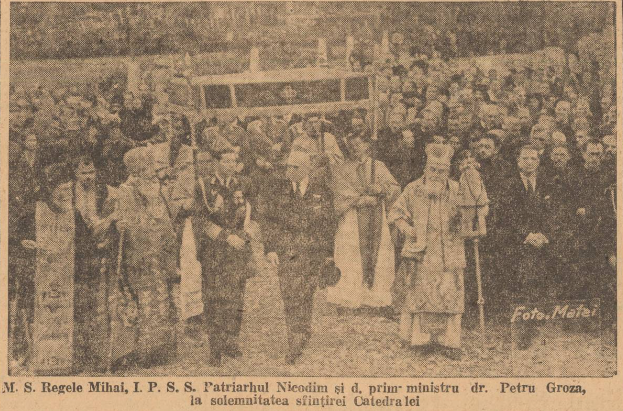
Sfințirea Catedralei din Timișoara

## Descriere

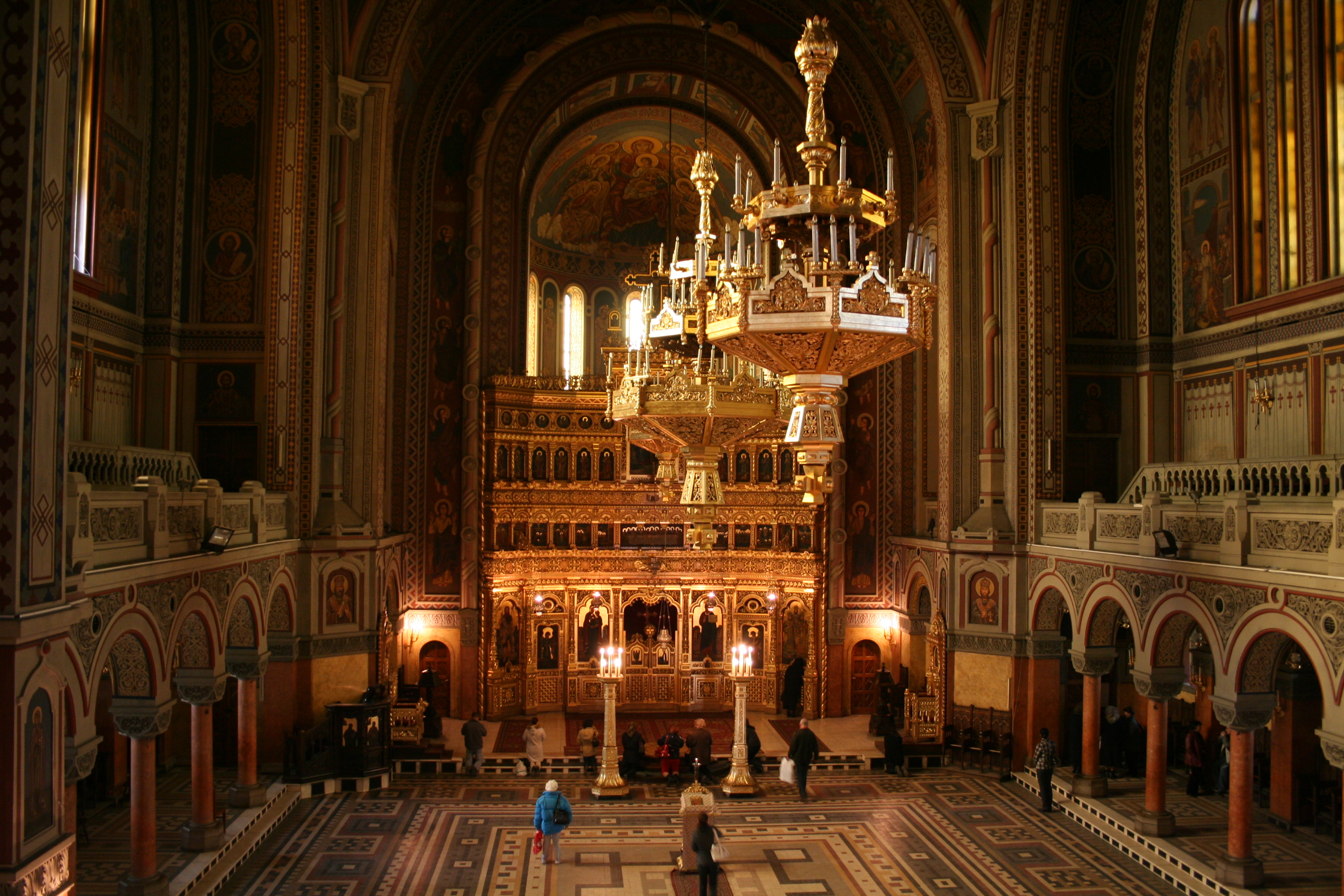
Interiorul catedralei

Stilul arhitectonic a fost inspirat de arhitectura moldovenească în general și în special de Biserica Sfântul Gheorghe din Hârlău. Edificiul prezintă asemănări arhitecturale cu Biserica Spirea Veche, demolată în 1984, și Biserica Belvedere din București, realizate tot după planurile arhitectului Ion Traianescu.
Stilul arhitectural al catedralei este atât unic cât și neobișnuit pentru un lăcaș de cult ortodox de asemenea dimensiuni. Acesta îmbină tradiția religioasă română cu arhitectura moldovenească și bizantină. Stilul, cu firide sub streșini, cu bolte înstelate în interior, cu discuri lăcuite într-o multitudine de culori, poate fi găsit în mănăstiri precum Cozia sau Prislop, tipice secolului al XIV-lea. 
Catedrala are nu mai puțin de nouă turle adevărate și patru mini-turle, dintre care turnul principal are 83,7 metri. Temelia este construită pe o placă imensă de beton armat, care este susținută de peste 1.000 de piloni de beton armat, înfipți până la 20 m adâncime sub placa de beton. Construcția are o lungime de 63 m și o lățime de 32 m. Cele 7 clopote au o greutate totală de 8.000 kg și au fost confecționate dintr-un material adus din insulele Sumatra și Borneo. Armonizarea lor a fost făcută de compozitorul Sabin Drăgoi. Picturile interioare și exterioare au fost executate de pictorul Anastase Demian.
Catedrala Mitropolitană adăpostește la subsol o bogată colecție de artă bisericească bănățeană veche și o valoroasă colecție de icoane. De asemenea aici se află și moaștele sfântului Iosif cel Nou de la Partoș , protectorul ortodocșilor români din Banat, fost episcop ortodox de Timișoara (1651 – 1655), venit de la Muntele Athos și retras apoi la Mănăstirea Partoș. Muzeul deține 3.000 de cărți bisericești rare, peste 800 de icoane și picturi, peste 130 de obiecte bisericești, 10 artifacte de metal prețios, 10 veșminte, un templu, etc. Aici se găsesc manuscripte românești timpurii precum „Noul Testament de la Bălgrad” din 1648 sau „Cazania lui Varlaam” din 1643. Latura subsolului dinspre altar cuprinde necropola mitropoliților Banatului.